# Jet Harris
Terence "Jet" Harris (født 6. juli 1939 i London, død 18. marts 2011) var en engelsk elbassist og den oprindelige bassist i den engelske instrumentalgruppe The Shadows.
Harris navngav gruppen The Shadows, da de ikke kunne beholde deres oprindelige navn The Drifters, grundet den allerede etablerede amerikanske vokalgruppe med samme navn. Han var med fra gruppens start i 1958 indtil april 1962, hvor han forlod gruppen. Han dannede samme år en ny gruppe med trommeslageren Tony Meehan som også havde forladt Shadows året før, og fik et par hits bl.a. "Diamonds" og "Scarlet O'Hara." Han havde gennem årene en masse comebacks, men slog aldrig rigtig igennem som solokunstner. Harris fik et nyt comeback efter år 2000 og kørte med sit band siden. Harris var en af de første elbassister i England [kilde mangler].

## LP/CD diskografi
- The Vipers - Live in Concert (1958)
- Clif Richard & The Drifters - Cliff (live) - (1959)
- Cliff Richard & The Shadows - Cliff Sings - (1959)
- Cliff Richard & The Shadows - The Young Ones - (1961)
- Cliff Richard & The Shadows - Listen to Cliff - (1961)
- Cliff Richard & The Shadows - 21 Today - (1961)
- Cliff Richard & The Shadows - Me and My Shadows - (1961)
- Cliff Richard & The Shadows - 32 Minutes & 17 Seconds - (1962)
- The Shadows - The Shadows - debut lp - (1961)
- Cliff Richard & The Shadows - Live at the ABC Kingston - halv Cliff halv Shadows koncert - (1962)
- The Shadows - Out of the Shadows (med på enkelte numre) - (1962)
- Jet Harris - Live at Gloucester Prison - (1977)
- Jet Harris & Tony Meehan - "Remembering" (1977)
- Jet Harris & Tony Meehan - Diamonds and Other Gems – (1989)
- Cliff Richard - From a Distance - The Event - Live at Wembley Stadium in London (1990)
- Jet Harris – A Fistful Of Strings (And A Bit Of Chat) (1990)
- Jet Harris - The Anniversary Album - (1992)
- Jet Harris - Beyond the Shadow of a Doubt – (1993)
- Jet Harris - Twelve Great Guitar Gems – (1994)
- Jet Harris - Tributes and Rarities – (1995)
- Jet Harris - Live Over England – (1996)
- Jet Harris - Tangent - med Alan Jones) – (1994)
- The Local Heros - One of Our Shadows Is Missing - (1998)
- Jet Harris - The Phoenix Rises – (2001)
- Jet Harris - Diamonds Are Trumps – (2002)
- Jet Harris - The Journey – (2007)
- Jet Harris – Live Collection From The 50th Anniversary Tour (2018)

## Singler
- The Vipers - "Liverpool Blues" / "Summertime Blues" (1958)
- The Drifters - "Feelin' Fine" / "Don't Be a Fool (With Love)" (1959)
- The Drifters - "Jet Black" / "Driftin'" (1959)
- The Drifters - "Lonesome Fella" / "Saturday Dance" (1959)
- The Shadows - "Apache" / "Quatermasster's Stores" (1960)
- The Shadows - "Man of Mystery" / "The Stranger" (1960)
- The Shadows -  "Chinchilla" / Bongo Blues" (1960)
- The Shadows -  "FBI" / "Midnight" (1961)
- The Shadows -  "The Frightend City" / "Back Home" (1961)
- The Shadows -  "Kon-Tiki" / "36-24-36" (1961)
- The Shadows -  "The Savage" / Peace Pipe" (1961)
- The Shadows - "Mustang" / "Theme From Shane" / "Shotgun" / "Theme From Giant" - EP (1961)
- The Shadows -  "Live In Johannesburg" - "Shazam" / "Guitar Boogie" / "Sleep Walk" / "FBI" (1961) – Ep Plade
- The Shadows - "Wonderful Land" / Stars Fell In Stockton" (1962)
- The Shadows - "Guitar Tango" / "What a Lovely Tune" (1962)
- Jet Harris - "Besame Mucho" / "Chills and Fever" (1962)
- Jet Harris - "The Man with the Golden Arm" / "Some People" (1962)
- Jet Harris & Tony Meehan - "Diamonds" / "Footstomp"  (1963) -
- Jet Harris & Tony Meehan - "Scarlett O'Hara" / "Hully Gully" (1963)
- Jet Harris & Tony Meehan - Applejack" / "Tall Texan" (1963)
- Jet Harris - "Big Bad Bass" / "Rifka"	(1964)
- Jet Harris - "My Lady" / "You Don't Live Twice" (1967)
- Jet Harris - "Theme for a Fallen Angel" / "This Sportin' Life" (1975)
- Jet Harris - "Guitar Man" / "Theme" (1977)
- Jet Harris og Billie Davis "Back in Our Rock 'n' Roll Days" / "Strange Country" (1998)
- Jet Harris -  "San Antonio" / "Ignition" (2006)

## VHS & DVD diskografi
- Cliff Richard - From A Distance The Event - Live at Wembley Stadium in London (1990)
- Marty Wilde – Born To Rock (2007)
- Jet Harris & Tangent – Knight At The Knightstone Live In Concert (1988) udgivet (2018)

## Film
- Expresso Bongo (1959) - med Cliff Richard og The Shadows
- The Young Ones (1961) - med Cliff Richard og the Shadows